# بونیک
بونیک (به هلندی: Bunnik) یک شهرستان در هلند است که در استان اوترخت واقع شده‌است. بونیک ۳ متر بالاتر از سطح دریا واقع شده‌است.